# محمد محمدی گیلانی
محمّد محمّدی دعوی‌سرایی (۹ شهریور ۱۳۰۷ – ۱۸ تیر ۱۳۹۳) مشهور به محمّد محمّدی گیلانی، روحانی شیعه اهل ایران بود. او پس از انقلاب ۱۳۵۷ و بعد از استعفای صادق خلخالی به دستور سید روح‌الله خمینی به ریاست دادگاه انقلاب رسید. سپس در سمت‌هایی چون، عضو فقها و دبیر شورای نگهبان، نمایندهٔ سید روح‌الله خمینی در دانشگاه‌ها و رئیس شورای نمایندگان ولی فقیه در دانشگاه‌ها را بر عهده داشته است.
به‌نوشتهٔ عباس امانت، محمدی گیلانی در صدور احکام اعدام عملکردی داشت که از دید برخی حتی از صادق خلخالی نیز فراتر می‌رفت. با این حال، شهرت عمومی او بیش از آن‌که ناشی از صدور احکام متعدد اعدام برای صدها (و به‌گفتهٔ برخی منابع، هزاران) نفر باشد، به‌دلیل حضور در برنامه‌های تلویزیونی‌ای بود که در آن‌ها به تشریح جزئیات فقه شیعه می‌پرداخت. این مباحث اغلب شامل موضوعاتی چون صیغه، زنای با محارم و لواط می‌شد. لحن رسمی، سرد و گاه طنزآمیز محمدی گیلانی در این برنامه‌ها در تضاد با شدت احکام قضایی او بود؛ احکامی که در سال ۱۳۶۷ به اوج خود رسید و از سوی برخی ناظران به‌عنوان مصداقی از کشتار جمعی توصیف شده‌اند. ترکیب چنین رویکردی در مقام قضاوت با شیوهٔ ارائهٔ رسانه‌ای، نمونه‌ای از فاصلهٔ دیدگاه‌های فقهی سنتی با رویکردهای انسان‌گرایانه تلقی می‌شود.
در شهریور ۱۳۶۰، محمدی گیلانی در گفت‌وگویی با کیهان اظهار داشت: «آن‌هایی که در نبردهای مسلحانهٔ خیابانی دستگیر شده‌اند باید در همان محل اعدام شوند؛ حتی زخمی‌ها نیز باید درجا اعدام شوند. از نظر دینی، ضرورتی به ارجاع این افراد به دادگاه نیست، چرا که آنان علیه خدا جنگیده‌اند.» در مهر همان سال، او در مصاحبه‌ای با اطلاعات اظهار کرد: «بر اساس احکام اسلامی، حتی اگر اعضای سازمان مجاهدین خلق زیر شکنجه جان دهند، کسی مسئول شناخته نمی‌شود. این حکم مستقیماً از امام [خمینی] نقل شده است.»
دو تن از فرزندان محمدی گیلانی که پیش‌تر به سازمان مجاهدین خلق پیوسته بودند، نیز از قربانیان دوران پس از انقلاب به‌شمار می‌روند. آنان هنگام تلاش برای خروج از کشور در مرز ترکیه توسط نیروهای سپاه پاسداران دستگیر شدند و با آگاهی از پیامد احتمالی بازداشت، با مصرف سیانور اقدام به خودکشی کردند. محمدی گیلانی نیز تأیید کرد که در صورت انتقال آنان به دادگاه، احتمال صدور حکم اعدام وجود داشت.

## زندگی
همان است که قرآن گفته؛ کشتن به شدیدترین وجه، حلق‌آویز کردن به فضاحت‌بارترین حالت ممکن. تعزیر باید پوست را بدرد، از گوشت عبور کند و استخوان را درهم شکند».

محمدی گیلانی، حاکم وقت شرع و رئیس دادگاه‌های انقلاب اسلامی، دربارهٔ شیوه شلاق‌زدن زندانیان در مصاحبه با کیهان، مورخ ۲۸ شهریور ۱۳۶۰
محمّدی گیلانی در سال ۱۳۰۷ در روستای دعوی‌سرا از توابع شهرستان رودسر در استان گیلان در خانواده‌ای مذهبی زاده شد. پدرش محمّدجعفر در همان روستا زندگی می‌کرد. محمدی گیلانی با به پایان بردن دوره دبستان و آغاز جنگ جهانی دوم در سال ۱۳۲۰ مجبور به ترک مدرسه شده، به کمک پدر رفت و چند سال به کشاورزی مشغول شد. در سال ۱۳۲۳ هم‌زمان با تأسیس حوزه علمیه رودسر توسط سید محمدهادی روحانی به حوزه علمیه رودسر رفت و جامع‌المقدمات را فرا گرفت. آنگاه در سال ۱۳۲۵ به حوزه علمیه قم رفت و به تکمیل دروس ادبیات و فراگیری دروس دوره سطح پرداخت. با پایان یافتن دوره سطح، به درس خارج سید حسین طباطبایی بروجردی راه یافت و در مدت دوازده سال کتاب صلوة را به پایان رساند. به موازات آن در درس اصول سید روح‌الله خمینی نیز حضور پیدا کرد. در طول این مدت در درس اسفار و شفای سید محمدحسین طباطبایی نیز شرکت نمود؛ همچنین چندین سال در درس خارج فقه حسینعلی منتظری شرکت نمود و نیز بسیاری از کتب دوره سطح در فقه و اصول و حکمت و تفسیر را بارها در حوزه علمیه قم تدریس کرده بود. همچنین وی از استادان دانشکده الهیات دانشگاه تهران و دانشگاه امام جعفر صادق بود. علی مطهری، زهرا مصطفوی، احمد خمینی، مجید انصاری، و احد فرامرز قراملکی ازجمله شاگردان وی هستند.
محمدی گیلانی، پس از پیروزی انقلاب ۱۳۵۷ ایران، از سوی سید روح‌الله خمینی به عنوان حاکم شرع تعیین شد و پس از آن به ریاست دادگاه‌های انقلاب اسلامی رسید. بنا به گزارش‌ها او یکی از اصلی‌ترین چهره‌ها در اعدام‌های دههٔ ۱۳۶۰ به‌شمار می‌رود. در دوره احمدی‌نژاد، هیئت وزیران در جلسهٔ ۹ فروردین ۱۳۸۸ با پیشنهاد وزیر دادگستری در خصوص اعطای نشان درجه یک عدالت به محمدی گیلانی که به تأیید کمیسیون اعطای نشان‌های دولتی و موافقت رئیس‌جمهور رسیده بود، موافقت کرد.

### روایت‌ها در خصوص سرانجام فرزندان محمدی گیلانی
او سه فرزند پسر و شش فرزند دختر داشت. شهرت اصلی محمدی گیلانی به دلیل ماجرای اعدام دو تن از فرزندانش است؛ ماجرایی که از دو سال قبل که وضع جسمانی او رو به وخامت گذاشت، تکذیب شده است. برخی به‌صراحت ادعا کرده‌اند که محمدی گیلانی دو فرزند خود را که به عضویت سازمان مجاهدین خلق درآمده بودند، شخصاً محاکمه و به اعدام محکوم کرده است. این مطلب به‌صورت ضمنی، توسط محمود احمدی‌نژاد هنگام اعطای نشان افتخار بیان شده بود: «باید با افتخار اعلام کنم که آیت‌الله گیلانی ابتدا عدالت را در مورد خودشان اجرا کرد و بعداً منشأ خدمات ارزنده‌ای به نظام جمهوری اسلامی و انقلاب شد.»
حسین شریعتمداری موضوع فرزند محمدی گیلانی را در هاله‌ای از ابهام مطرح می‌کند و تنها به دخالت پدر در دستگیری او اشاره می‌کند: «آیا دستگیری فرزند حضرت آیت‌الله محمدی گیلانی که از قضا با دخالت خود ایشان صورت پذیرفت و اعدام وی را در پی داشت، اقدامی علیه شخصیت آن بزرگوار بود؟»
در این مورد گفته شده است که در جریان اختلاف و درگیری بین سازمان مجاهدین خلق و جمهوری اسلامی در سال ۱۳۶۰ پسران محمدی گیلانی به اتهام ارتباط و فعالیت به نفع این سازمان بازداشت و برای محاکمه به دادگاه انقلاب اعزام شدند. در ادامه این ماجرا آمده است که محمدی گیلانی طی ساعات شب، پسرانش را محاکمه و احکام اعدام آنان را صادر کرد و این احکام به اجرا گذاشته شد.
در مهر ۱۳۹۱ روزنامه جمهوری اسلامی در واکنش به نوشته حسین شریعتمداری ادعا کرد یکی از پسرهای محمد محمدی گیلانی در حادثه رانندگی و دو پسر دیگر وی بر اثر مصرف سیانور جان باخته‌اند. مجتبی واحدی روزنامه‌نگار و فعال سیاسی در نوشتاری در بی‌بی‌سی فارسی با رد روایت‌های رسانه‌های داخلی ایران از محاکمه فرزندان گیلانی، از آشنایی و همسایگی خانواده خود با خانواده او در کوی آبشار شهر قم گفت و یادآور شد که فرزندان پسر او به ترتیب سن، «جعفر، کاظم، و مهدی» نام داشتند. به ادعای مجتبی واحدی در بهار ۱۳۵۸ خورشیدی جعفر گیلانی، فرزند ارشد محمدی گیلانی در حادثه رانندگی به همراه همسرش جان می‌سپارد و اکنون مزارش در قبرستان شیخان در شهر قم است. ایرج مصداقی دستگیری فرزندان محمدی گیلانی در خرداد ۱۳۶۰ و چگونگی اجرای حکم اعدام آن‌ها را از اساس ساختگی و غیرواقعی می‌داند. بر اساس نوشته او، کاظم و محمدمهدی محمدی گیلانی نه در سال ۱۳۶۰ و در اوین، بلکه در سال ۱۳۶۱ در درگیری با نیروهای امنیتی کشته شدند. طبق گفته حسینعلی نیری که در اعدام زندانیان سیاسی (تابستان ۱۳۶۷) مسئول هیئت تصمیم‌گیری بود و بعداً (در سال ۱۳۶۹) معاون حقوقی محمدی گیلانی در دیوان عالی کشور شد، این دو فرد موقع فرار از کشور در استان آذربایجان غربی دچار حادثه شده و از ترس شناسائی و دستگیری با خوردن قرص سیانور به زندگی خود خاتمه دادند و کارشان به دستگیری و محاکمه نرسید.
از قول بازجویان سابق شنیده شده که گفته‌اند «از حاج آقا گیلانی این مسئله پرسیده شد که چنانچه با فرزندان شما مواجه شویم چگونه عمل کنیم، پاسخ دادند هر کاری که در موارد دیگر انجام می‌دهید». یعنی فرمان صریح و خاصی صادر نمی‌کند که از آن، حکم کشتن آنان برآید، حکم اعدام نداد، اما احتمال مرگ آنان را در تصمیم خود نادیده انگاشت.
در اطلاعیهٔ جامعه مدرسین حوزه علمیه قم که پس از مرگ محمدی گیلانی توسط خبرگزاری فارس منتشر شد تأیید شده که وی پس از انقلاب در نهادهای مختلف «به تکلیف انقلابی خود عمل کرد و حتی در این راه با صدور احکام دربارهٔ افراد نزدیک خود نیز در اجرای احکام الهی و شرعی دریغ نکرد.» به هر حال، بر طبق برخی از گزارش‌ها به حکم خود محمدی گیلانی، فرزندانش اعدام شدند.

## آثار
- قضا و قضاوت در اسلام
- حقوق کیفری در اسلام
- شرح زیارت اربعین
- شرح مناجات شعبانیه
- المعاد فی الکتاب و السنه
- الامامه و الخلافه فی الکتاب و السنه
- شرح زیارت امین‌الله
- تکمله شوارق الالهام
- حدیث الطلب و الاراده
- قرآن و سنن الهی در اجتماع بشر
- درس‌های اخلاق اسلامی
- امام راحل و فقه سنتی
- خلق جدید پایان‌ناپذیر (ترجمه رساله «قوه و فعل» علامه طباطبائی)
- اسم مستأثر در وصیت امام و زعیم اکبر
- سروش قلم (مجموعه مقالات)
- شرح زیارت وارث
- در سایه حکمت (ترجمه و شرح گزیده‌ای از سخنان علی)[نیازمند منبع]

## مسئولیت‌ها
وی حاکم شرعی و ریاست دادگاه‌های انقلاب اسلامی مرکز، دبیری و عضویت در شورای نگهبان، عضویت در مجمع تشخیص مصلحت نظام، عضویت در ۴ دوره مجلس خبرگان، عضویت در شورای بازنگری قانون اساسی و ریاست دیوان عالی کشور را در کارنامه مسئولیت‌های اجرایی خود داشت. برخی از مسئولیت‌های وی پس از انقلاب ۱۳۵۷ ایران به شرح زیر هستند:
- حاکم شرع و ریاست دادگاه‌های انقلاب اسلامی مرکز به دستور خمینی.
- عضو فقها و دبیر شورای نگهبان.[۲۷]
- نماینده خمینی در دانشگاه‌ها و ریاست شورای مرکزی نمایندگان رهبر در دانشگاه‌ها.
- رئیس هیئت عفو خمینی.
- عضو مجمع تشخیص مصلحت نظام.
- عضو شورای بازنگری قانون اساسی.
- نماینده مردم تهران در چهار دوره مجلس خبرگان.
- رئیس دیوان عالی کشور

### ریاست دادگاه عباس امیرانتظام
عباس امیرانتظام، سخنگوی دولت موقت مهدی بازرگان، پس از اشغال سفارت آمریکا در تهران بازداشت و سپس در دادگاهی به ریاست محمد محمدی گیلانی به حبس ابد محکوم شد. امیرانتظام روز ۲۱ شهریور ۱۳۹۲ برای درمان به بیمارستان مراجعه می‌کند و متوجه می‌شود که محمدی گیلانی در بخش مراقبت‌های ویژه بیمارستان بستری است و در همان لحظه به ملاقات وی می‌رود و از او عیادت می‌کند.

## بروز بیماری و درگذشت
محمدی گیلانی در ۳۰ اردیبهشت ۱۳۹۳ به دلیل مشکل ریوی در بیمارستان پارس تهران بستری شد. جایی که پزشک و عضو هیئت مدیره آن یکی از محکومان بعداً آزادشده او بود. بنا به گفته پزشک معالج، او ۳۰ اردیبهشت ۱۳۹۳ به دلیل مشکل ریوی در بخش آی.سی. یو بستری شد و در ۲۰ خرداد ۱۳۹۳ کاملاً هوشیاری خود را از دست داد و سیستم مغزی او دچار اختلال شد. در ۱۸ تیر ۱۳۹۳ اعلام شد که ساعتی پیش در سن ۸۶ سالگی درگذشته است. در مراسم چهلمین روز درگذشت وی رؤسای جمهور پیشین ایران (ازجمله سید محمد خاتمی و محمود احمدی‌نژاد) و دیگر چهره‌های معروف حضور یافتند.